# Hesperophanes pilosus
Hesperophanes pilosus är en skalbaggsart som beskrevs av Bodungen 1908. Hesperophanes pilosus ingår i släktet Hesperophanes och familjen långhorningar. Inga underarter finns listade i Catalogue of Life.